# Michał Wiśniowiecki
Michał Wiśniowiecki (fallecido en 1616) fue un príncipe szlachta de la Mancomunidad de Polonia-Lituania. Era príncipe de Wiśniowiec, magnate, abuelo del futuro rey de la Mancomunidad, Miguel Korybut Wisniowiecki y starost owrucki. Provenía de una familia de origen rúriko.
Tomó parte en las Guerras de los Magnates de Moldavia, apoyó a Dimitri I «El Falso» y Dimitri II «El Falso» durante el Período Tumultuoso moscovita y la Guerra Polaco-Moscovita (1605-1618).

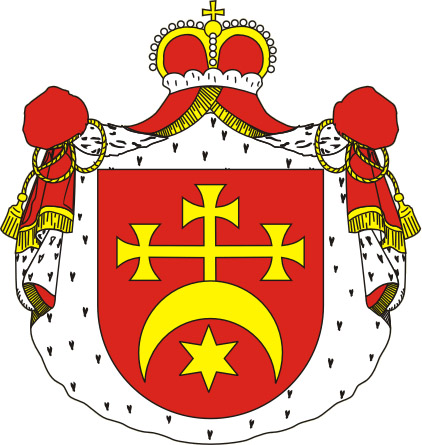
Escudo de armas de los Korybut.

Su hijo Jeremi después de su muerte fue criado por su pariente, Konstanty Wiśniowiecki y llegaría a ser un poderoso magnate, uno de los más famosos miembros de la familia Wiśniowiecki. Su hija Anna Wiśniowiecka fue una candidata potencial para casarse con el rey Vladislao IV Vasa en 1636. Aunque Vladislao respaldaba el matrimonio, fue impedido por el Sejm. Anna finalmente se casaría con Zbigniew Firlej entre 1636 y 1638.